# Panyapedaliodes angularis
Panyapedaliodes angularis är en fjärilsart som beskrevs av Butler 1868. Panyapedaliodes angularis ingår i släktet Panyapedaliodes och familjen praktfjärilar. Inga underarter finns listade i Catalogue of Life.